# Agust D (Mixtape)
Agust D ist das erste Mixtape des südkoreanischen Rappers Agust D, besser bekannt unter dem Namen Suga, einem Mitglied der Band BTS. Es erschien am 15. August 2016 unter dem Label Big Hit Entertainment auf SoundCloud.

## Musikstil
Die finale Fassung von Agust D besteht aus zehn Tracks auf SoundCloud und acht Tracks auf den verschiedenen Streaming-Plattformen. Kritiker sahen die großen Unterschiede zwischen Agust D im Hardcore-Rap-Stil, der stark durch seine Wurzeln in Südkoreas Underground-Hiphop-Szene beeinflusst wurde, und der BTS Diskografie. Billboard und der amerikanische TV-Sender Fuse lobten, dass das Mixtape unter den in der gleichen Zeit veröffentlichten K-Pop Alben vor allem durch seine Vulnerabilität und Agust Ds eigene Produktion auffällt.
In Agust D legt Agust D seine innersten Gedanken bezüglich seines anfangenden Aufstieg zum Superstar offen. Das Intro: DT sugA ist ein Track im klassischen Turntablism Hiphop Stil. Darauf folgt der Titeltrack Agust D, auf dem die schnelle und präzise Rap Technik Agust Ds über einem intensiven, tiefen Bass sein Selbstbewusstsein demonstriert. Mit dem Disstrack Give It To Me adressiert der Rapper seine Kritiker direkt und im nachfolgenden Skit thematisiert er die Dualität von Agust D und Suga als Mensch und als Musiker. Während Agust D in 724148 über die Bedeutung von Erfolg und seine Anfänge in seiner Heimatstadt Daegu nachdenkt, geht es in dem Track 140503 at Dawn, mit dem minimalistischen Beat, um seine zugrundeliegende Sensibilität in den frühen Morgenstunden. Der Track The Last nutzt dramatische Beats und Rap Techniken, um brutal ehrlich zu schildern, wie er unter Depression, Obsession und Selbsthass litt während er versuchte seine Träume in Seoul zu verwirklichen. In Tony Montana widmet sich Agust D dem Charakter Tony Montana aus dem 1983 erschienenen Film Scarface um über die Natur von Erfolg, Ehrgeiz und Neid nachzudenken. Der Text von Interludien: Dream, Realität besteht einzig aus dem Wort „dream“, was zum letzten Track So Far Away überleitet, in dem über das Wesen von Träumen reflektiert wird, während der Zuhörer aufgefordert wird, dass Träumen nicht aufzugeben.

## Entstehungsgeschichte
Vor seine Karriere als Suga der südkoreanischen Band BTS startete, begann Agust D mit 13 Jahren Liedtexte zu schreiben und mit MIDI zu arbeiten. Mit 17 arbeitete er teilzeit in einem Tonstudio, wo er Musik komponierte und arrangierte. Unter dem Namen „Gloss“ war er als Underground Rapper aktiv und startete 2010, zunächst als Produzent, bei Big Hit Entertainment zu arbeiten und trainierte dann drei Jahre lang mit unter anderem RM und J-Hope unter Big Hit Entertainment, bevor er als Teil der Gruppe BTS in 2013 debütierte. In den ersten Jahren ihrer BTS-Karriere wurden Agust D und RM stark von Rapper der südkoreanischen Untergrund HipHop Szene dafür kritisiert, dass sie HipHop „verraten“ hätten und K-Pop-Idol geworden sind.
Zwischen seinen Verpflichtungen als Mitglied von BTS nutzte Agust D die Zeit auf Flügen und in Hotelzimmern nach Konzerten um ununterbrochen Musik zu produzieren und zu komponieren. In einem Interview mit Grazia Korea erzählt Agust D, dass er Musik herausbringen möchte, ohne sich Gedanken über Charts und Trends machen zu müssen. Er hat bewusst seine Musik als kostenloses Mixtape veröffentlicht um solche Überlegungen zu vermeiden und merkt an, dass das Machen eines Albums „das Gefühl vermittelt in einem gewissen Rahmen gefangen zu sein“, da das Label in die Musik involviert sein muss, um das Album dann gut promoten und bewerben zu können. Hip-Hop ist die klare musikalische Grundlage des Mixtapes. Die Texte sind von Agust Ds eigenen Erfahrungen mit Träumen, Jugend und Realität.
Um seine Solomusik besser von seiner Arbeit als Suga unterscheiden zu können, entwickelte er das Alter Ego „Agust D“, welches aus dem Kürzel DT, kurz für seine Geburtsort, Daegu Town, und „Suga“ rückwärts geschrieben, abgeleitet ist. Während seiner Karriere sammelte er kontinuierlich Songs, so dass die Tracks für sein Mixtape zwischen 2011 und Juli 2016 entstanden sind.

## Titelliste
| #   | Titel                          | Songwriter                             | Produzent(en)                 | Länge | Anmerkungen                                                               |
| --- | ------------------------------ | -------------------------------------- | ----------------------------- | ----- | ------------------------------------------------------------------------- |
| 1.  | Intro: Dt sugA (feat. DJ Friz) | Agust D • Pdogg                        | Agust D • Pdogg               | 1:04  | Beinhaltet ein Sample von It’s a Man’s Man’s Man’s World von James Brown. |
| 2.  | Agust D                        | Agust D                                | Agust D                       | 3:54  | Beinhaltet ein Sample von It’s a Man’s Man’s Man’s World von James Brown. |
| 3.  | give it to me                  | Agust D                                | Agust D                       | 2:29  |                                                                           |
| 4.  | Skit                           | Agust D                                | Agust D                       | 1:14  |                                                                           |
| 5.  | 치리사일사팔 (724148)          | Agust D                                | Agust D                       | 3:05  |                                                                           |
| 6.  | 140503 새벽에 (140503 at dawn) | Agust D • Slow Rabbit                  | Agust D • Slow Rabbit         | 1:24  |                                                                           |
| 7.  | 마지막 (The Last)              | Agust D • June • Pdogg                 | Agust D • June • Pdogg        | 4:05  |                                                                           |
| 8.  | Tony Montana (feat. Yankee)    | Agust D • Pdogg • Supreme Boi • Yankie | Agust D • Pdogg • Supreme Boi | 3:28  |                                                                           |
| 9.  | Interlude ; Dream, Reality     | Agust D • Slow Rabbit                  | Agust D • Slow Rabbit         | 1:32  |                                                                           |
| 10. | so far away (feat. Suran)      | Agust D • Slow Rabbit                  | Agust D • Slow Rabbit         | 5:58  |                                                                           |

## Mitwirkung
Die folgenden Personen haben wie folgt am Mixtape mitgewirkt:

### Besetzung
- Agust D – Keyboard (Track 2, 3, 5, 8, 10), Synthesizer (Track 2, 3, 5, 8, 10), Gang Vocal (Track 2)
- Dj Friz – Scratch (Track 1)
- RM – Gang Vocal (Track 2)
- J-Hope – Gang Vocal (Track 2)
- Pdogg – Synthesizer (Track 7, 8), Gang Vocal (Track 2), Keyboard (Track 7)
- 정수완 – Gitarre (Track 7, 10)
- June – Rhythm Programming (Track 7)
- Supreme Boi – Keyboard (Track 8)
- Slow Rabbit – Synthesizer (Track 9, 10), Keyboard (Track 10)
- Suran – Chorus (Track 10)
- Jungkook – Chorus (Track 10)

### Tontechnik
- Agust D – Produzent (Track 1, 2, 3, 4, 5, 6, 7, 8, 9, 10), Recording-Engineer (Track 5, 6, 7, 8, 10)
- Alex DeYoung – Mastering-Engineer (Track 1, 2, 3, 4, 5, 6, 7, 8, 9, 10)
- Dj Friz – Recording-Engineer (Track 1)
- Pdogg – Recording-Engineer (Track 2, 3, 7, 10), Mixing-Engineer (Track 1)
- Yang Ga – Mixing-Engineer (Track 2, 3, 5, 9, 10)
- 김보성 – Mixing-Engineer (Track 4, 6, 7, 8)
- Supreme Boi – Produzent (Track 7)
- Slow Rabbit – Produzent (Track 9, 10)
- 정우영 – Recording-Engineer (Track 10)

## Veröffentlichungen und Charterfolge
Am 29. Juli 2016 wurde von Big Hit Entertainment bestätigt, dass im August desselben Jahres das Mixtape Agust D des gleichnamigen Rappers erscheinen soll. Am 15. August wurde es dann auf SoundCloud und zum kostenlosen Download via Links auf Twitter zusammen mit einem Musikvideo für die Single Agust D veröffentlicht. Drei Tage später, am 18. August, erschien ein zweites Musikvideo, diesmal zu dem Track Give It to Me. Neben Interviews für Grazia Korea und Marie Claire Korea hat Agust D sein Mixtape nicht weiter beworben. Der amerikanische Sender Fuse setzte es auf Platz #16 seiner Liste der 20 besten Mixtapes des Jahres 2016.
Im Februar 2018 wurde das Mixtape, minus die ersten zwei Tracks, zum digitalen Kauf und Streamen neuveröffentlicht. Die Wiederveröffentlichung erreichte #3 auf Billboard World Album Charts, #5 auf Heatseekers Album Charts und #74 auf Billboard’s Top Album Sales Chart. Agust D erreichte in der Woche des 3. März #46 auf der Emerging Artist Chart.